# Гидравлическое разрушение
Гидравлическое разрушение — это одна из технологий бестраншейного строительства подземных коммуникаций, к которому также относятся[уточнить] такие методы и технологии как горизонтально направленное бурение, микротоннелирование, продавливание, метод прокола. Разрушение бывает динамическое и статическое. Данная технология заключается в разрушении старой трубы, с одновременной протяжкой по старому каналу новой трубы большего или равного диаметра под землей, без вскрытия дорожного покрытия. Установки-разрушители разделяют на тросовые и штанговые.

## Применение и преимущества
Метод разрушения — инновационный и самый распространенный способ санации трубопроводов во всём мире. Данная технология нашла широкое применение при замене чугунных, стальных, железобетонных и других видов трубопроводов на полиэтиленовые, почти вечные трубы водопровода, канализации и тепловых сетей.
Объективно необходимость в методе разрушения обусловлена следующими причинами.
- Городские коммунальные сети по всей России изношены на 70-90 %. Основная часть стальных и чугунных трубопроводов попросту сгнили. В этих условиях для развития ЖКХ просто необходимо масштабное применение новых технологий строительства.
- В стесненных городских условиях часто просто негде проложить коммуникации вне старых линий трубопроводов. Необходимость прокладки коммуникаций по старым, отработанным трассам в наших городах едва ли не больше, чем прокладки новых трубопроводов.
- Постепенно, практически повсеместно как в крупных, так и в небольших городах вступают в силу запреты на вскрытие дорожного полотна, на работы, проводимые открытым способом.

Основные преимущества данной технологии:
- работа проходит без вскрытия дорожного полотна;
- труба укладывается по старому каналу;
- прокладываемый диаметр до 1200 мм;
- ремонтируемые участки длиной порядка 50 метров
- высокая скорость прокладки трубопровода;
- старая труба не требует промывки;
- нет вибрации;
- возможность увеличение пропускной способности трубопровода.

Основные недостатки данной технологии:
- требуется отрыв котлованов и частичное дополнительное вскрытие грунтов;
- высокая стоимость вложений в оборудование на первом этапе.

## Этапы гидравлического разрушения
1. Подготовка приемного и стартового котлована.
2. Штанги гидравлического разрушителя поступательно скручиваются специальным механизмом и проталкиваются по старому каналу трубопровода до выхода в приемный котлован.
3. После выхода штанг в приемный котлован устанавливается разрушающая головка и за ней через цанговый захват труба.
4. Когда все элементы соединены, установка переключается в режим обратного протягивания и начинается процесс замены старой трубы на новую.

Другие методы санации, такие как технология «труба в трубе» или восстановление старых трубопроводов не всегда возможны и экономически целесообразны. А открытый способ дольше, требует более масштабного привлечения техники и значительных трудозатрат. В дальнейшем непременно понадобится отсыпка грунта и благоустройство территории. Основное преимущество всех бестраншейных методов прокладки коммуникаций — отсутствие необходимости перекрывать движение при проходке под автотрассами.